# Puebla de San Miguel
Puebla de San Miguel település Spanyolországban, Valencia tartományban. Puebla de San Miguel Ademuz, Arcos de las Salinas, Camarena de la Sierra, Riodeva és Santa Cruz de Moya községekkel határos. Lakosainak száma 51 fő (2024).

## Népesség
A település népessége az utóbbi években az alábbiak szerint változott:
| Lakosok száma | 76   | 68   | 107  | 97   | 77   | 71   | 62   | 62   | 59   | 51   |
|               | 2001 | 2004 | 2007 | 2009 | 2012 | 2014 | 2017 | 2019 | 2022 | 2024 |